# Řídký vektor
Řídký vektor je takový vektor, který obsahuje pouze malé množství nenulových složek.

## Definice
Vektor x nazveme k-řídkým, pokud platí
{\displaystyle \|x\|_{0}\leq k},
kde {\displaystyle \|x\|_{0}} označuje {\displaystyle l_{0}}-normu vektoru x (tedy počet nenulových složek vektoru) .